# كريستوف غيران
كريستوف غيران (بالفرنسية: Christophe Guérin)‏ هو مصمم مطبوعات فرنسي، ولد في 1758 في ستراسبورغ في فرنسا، وتوفي في 1 أكتوبر 1831.

## معرض صور

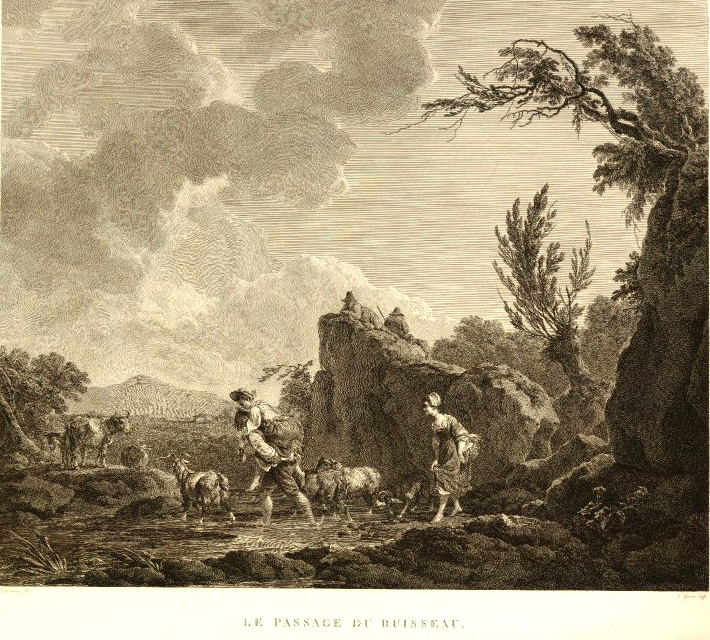
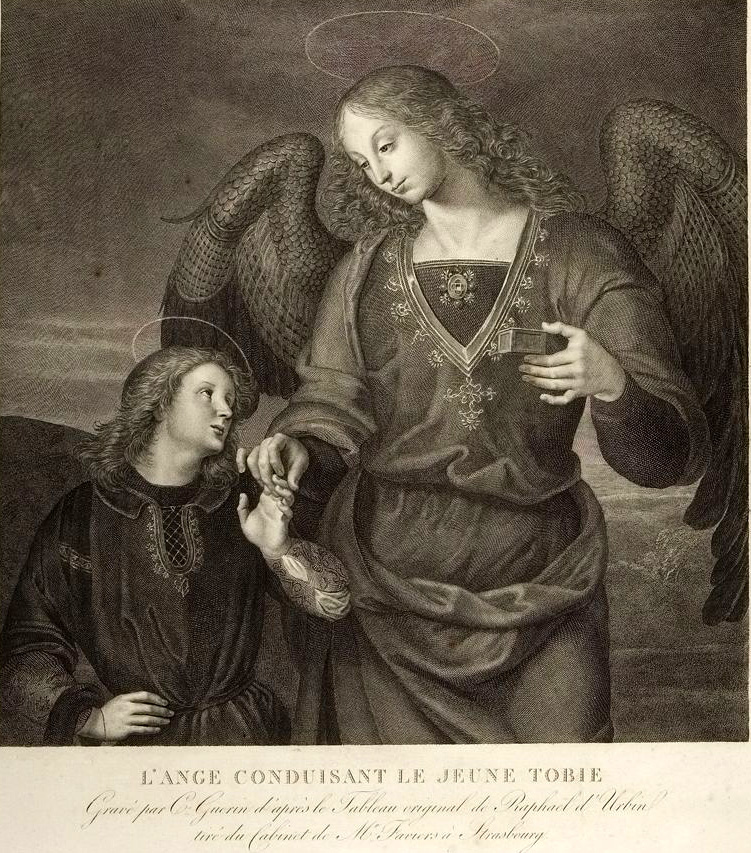
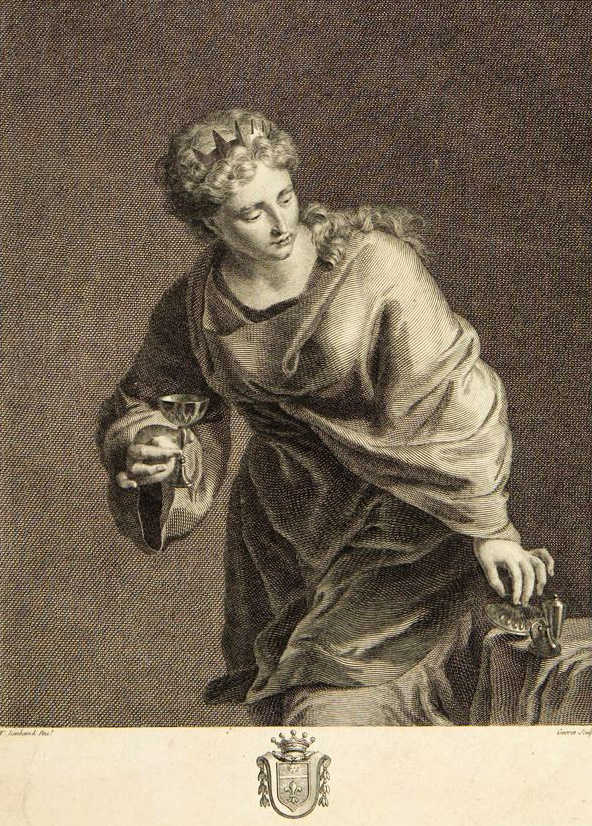
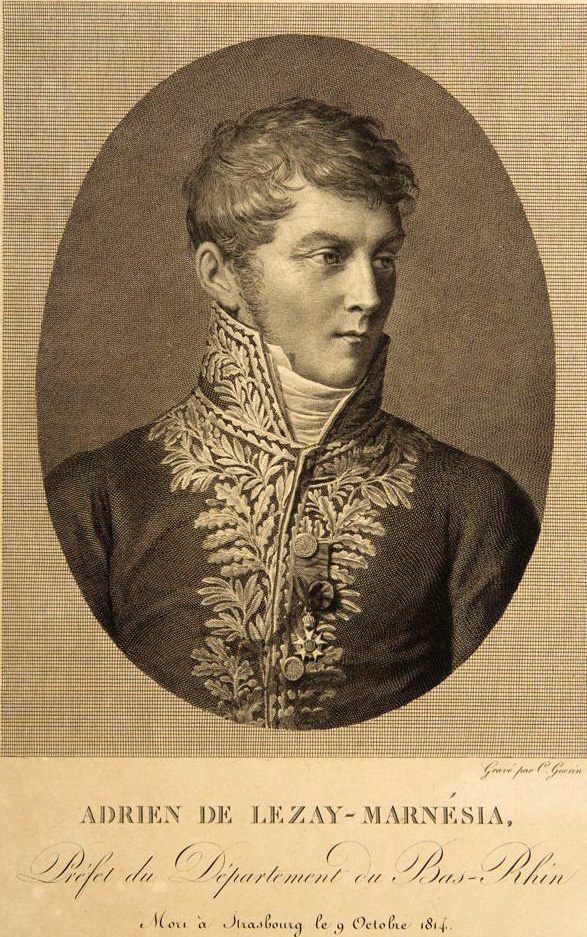